# 동백산역
동백산역(Dongbaeksan station, 東栢山驛)은 강원특별자치도 태백시 통동에 위치한 영동선과 태백삼각선의 철도역이다.

## 개요
2012년 6월 27일 국내 최장 루프식 터널인 솔안터널의 개통으로 과거 동백산역 위치에서 동쪽으로 400여 미터 떨어진 신역사로 이전, 여객취급을 재개하게 되었다. 영동선 - 태백선 간 환승역 역할을 수행하게 되며 하루 여객열차가 13회 정차하게 된다. 승강장 선로에는 절연구간이 있다.

## 역명 유래
백산의 동쪽에 위치한다고 하여 붙여진 명칭이다.

## 역사
- 1975년 2월 1일 : 태백 신호장으로 영업 개시[1]
- 1984년 12월 1일 : 동백산역으로 역명 변경
- 1988년 12월 15일 : 보통역으로 승격 및 화물취급 지정[2]
- 2007년 6월 1일 : 여객취급 중지
- 2009년 10월 31일 : 화물취급 중지[3]
- 2009년 11월 24일 : 임시역사로 역무 이전
- 2012년 6월 27일 : 솔안터널 개통과 함께 신 역사에서 여객취급 재개, 태백선측의 동백산을 분기로 격하.[4]
- 2017년 6월 7일 : 승차권 차내취급 지정
- 2020년 3월 2일 : 누리로 운행 개시
- 2020년 8월 19일 : 동해산타열차 운행 개시

## 역 구조

### 승강장
승강장은 1면 2선으로 운영되며, 무궁화호와 누리로가 정차하는 저상홈으로 구성되어 있다.
| ↑철암(영동선)/↑태백(태백선) |
| １２ \|                     |
| 도계↓                       |

| 1 | 영동선 | 청량리 · 부전 · 동대구 · 영주 · 제천 · 동해 방면 |
| 2 | 영동선 | 청량리 · 부전 · 동대구 · 영주 · 제천 · 동해 방면 |

## 주요 시설

### 태백삼각선
태백삼각선은 태백선 측 동백산과 영동선 측 동백산을 잇는 삼각선으로, 단선 0.8km로, 태백선의 지선역할을 수행하고 있다. 태백선 측 분기점 방향이 상행이며, 백산역 방향이 하행이다. 이 구간은 태백선, 영동선과 마찬가지로 전철화되어 있으며, 영동선과 태백선을 연결해 주는 구간으로 열차 운용상 매우 중요한 위치를 지니고 있다.

### 솔안터널
이 역에서 도계역으로 가는 방향은 나선형 솔안터널을 지나는 구조로 되어 있으며, 영동선 열차 운용상 매주 중요한 위치를 지나고 있고, 강원특별자치도 태백시 구간의 관문 역할을 하는 매우 중요한 위치를 지니고 있다.

## 논란

### 역명에 대한 오해
동백산역은 이름만 들으면 백산역의 동쪽에 있는 것으로 이해하기 쉬우나 사실은 그렇지 않다. 실제로 경도상으로는 동백산역보다 백산역이 더 동쪽에 위치해 있다.

### 역명 변경에 대한 논란
태백시 황연동 일대 주민들은 동백산역의 지명이 지역 마을 지명과 맞지 않다며, 동백산역의 명칭을 변경할 것을 요구하고 나섰으며, 이에 코레일은 동백산역의 역명 개칭을 바라는 주민들의 요구에 관해 이를 재고하겠다고 밝혔다.

## 사진

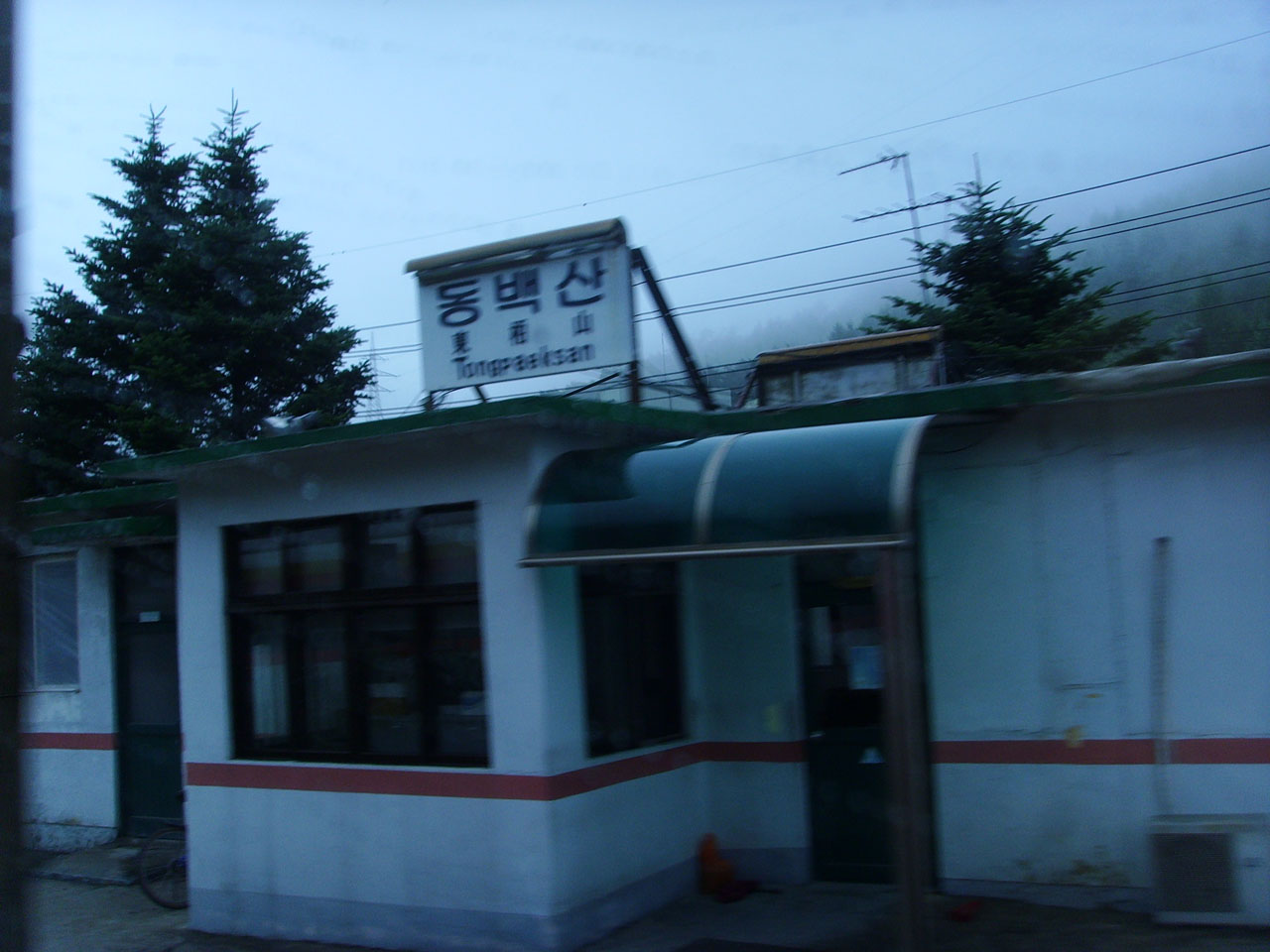
동백산역 구역사
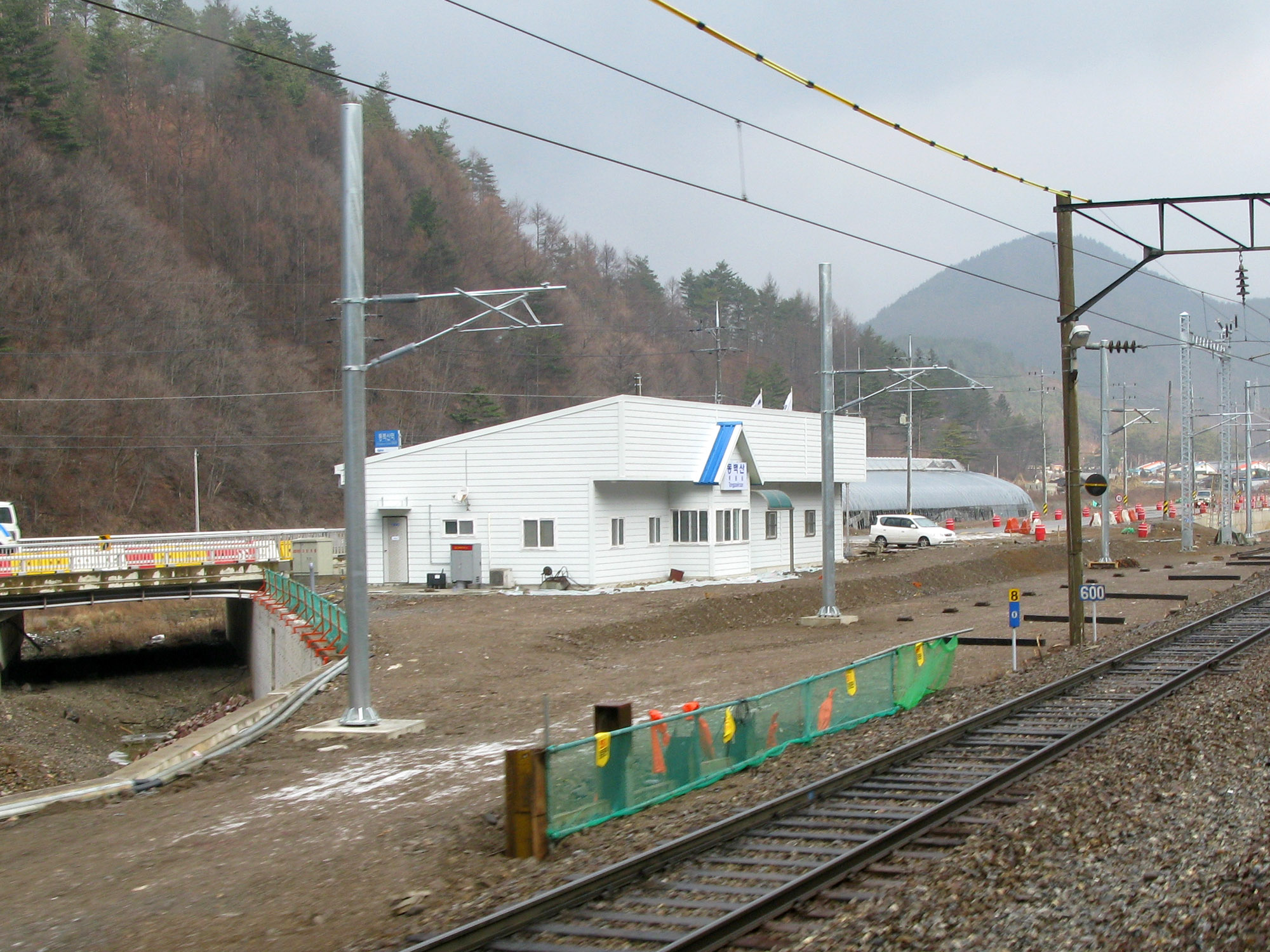
동백산역 임시역사
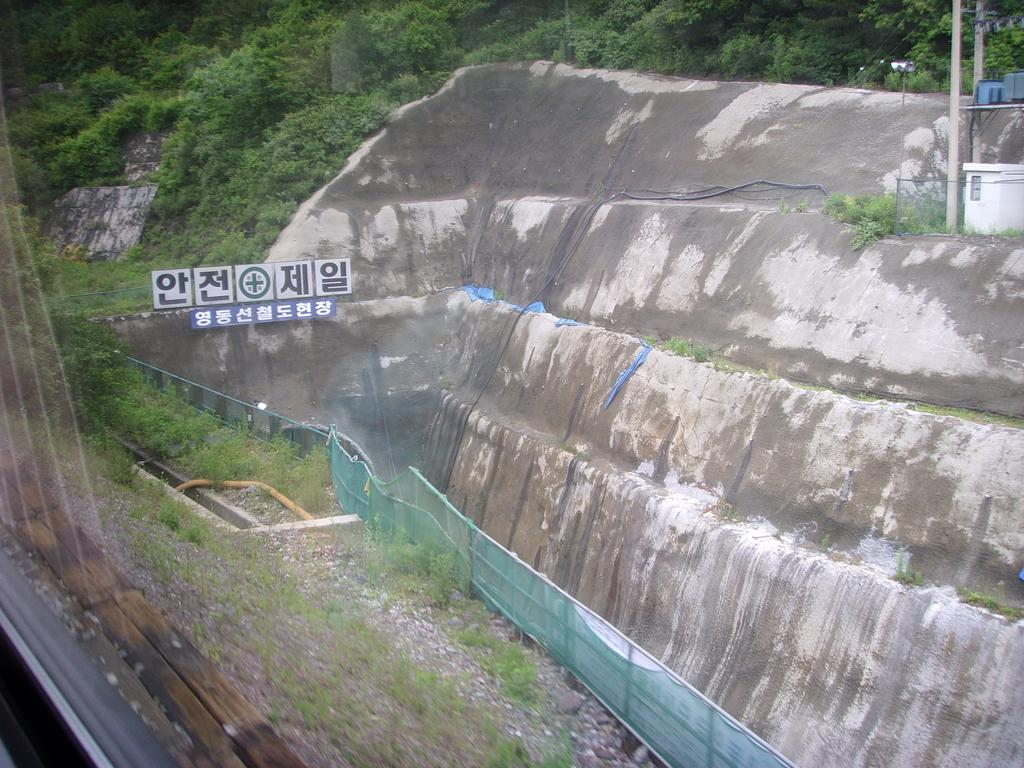
솔안터널 공사현장
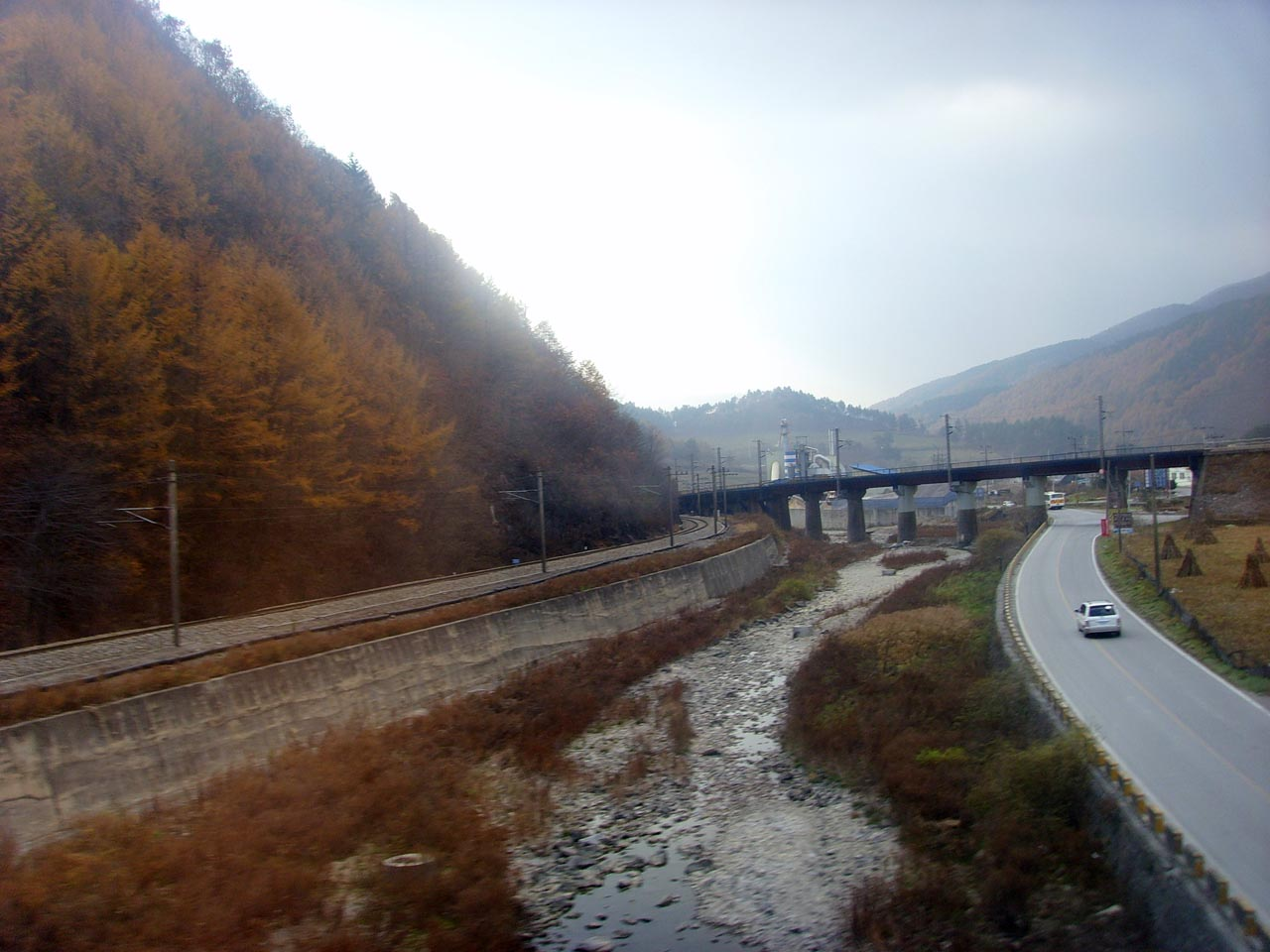
태백삼각선 (백산 방면)
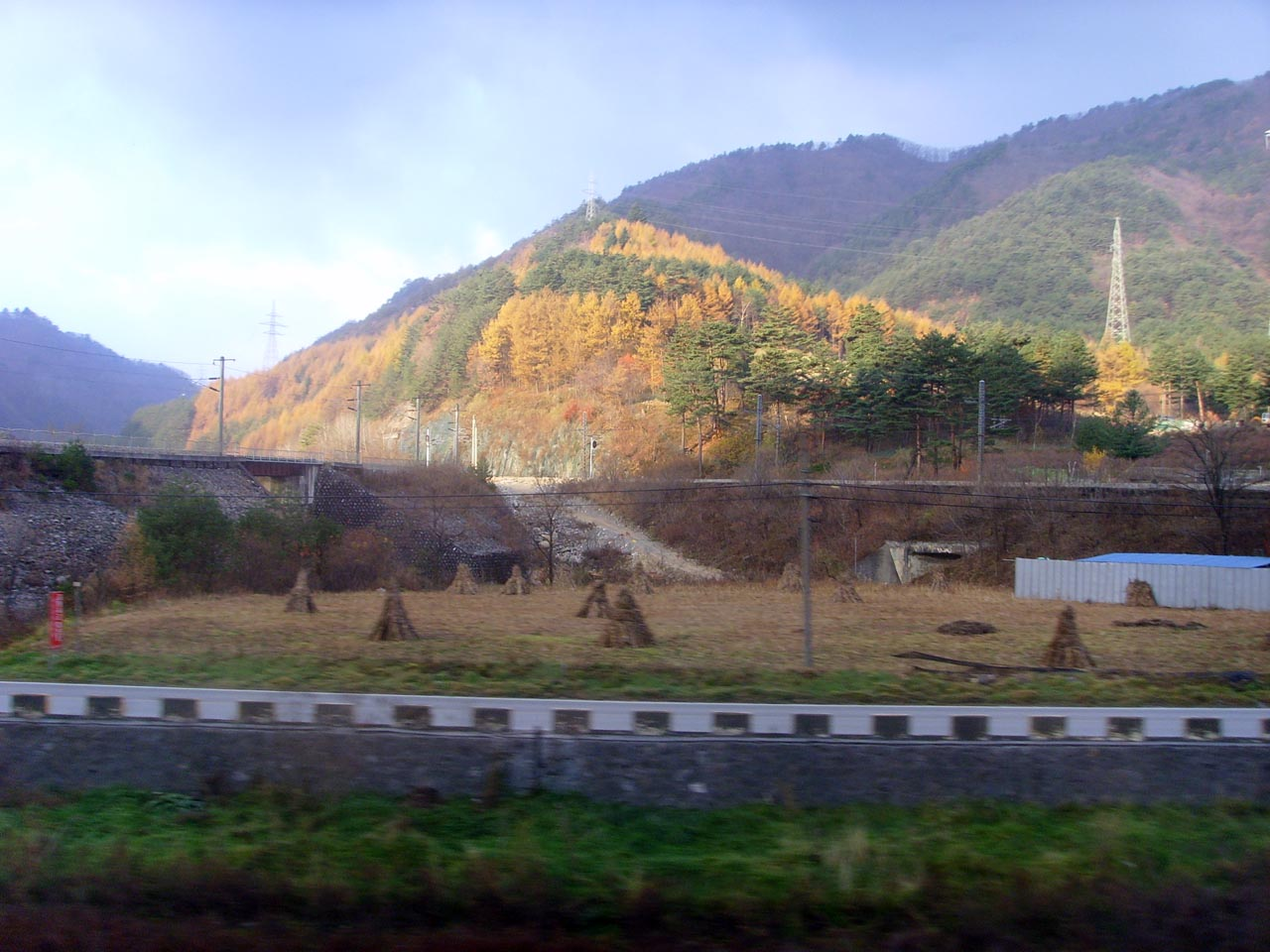
태백삼각선 (태백 방면)

## 인접한 역
| 영동본선                         | 영동본선               | 영동본선       |
| -------------------------------- | ---------------------- | -------------- |
| 철암 부전 · 동대구 방면          | 무궁화 영동선          | 도계 동해 방면 |
| 철암 영주 방면                   | 무궁화호 영동선        | 도계 동해 방면 |
| 철암 분천 방면                   | 동해산타열차           | 도계 강릉 방면 |
| 태백본선 · 태백삼각선 · 영동본선 |                        |                |
| 태백 청량리 방면                 | 무궁화 영동선 · 태백선 | 도계 동해 방면 |